# مورگن براین

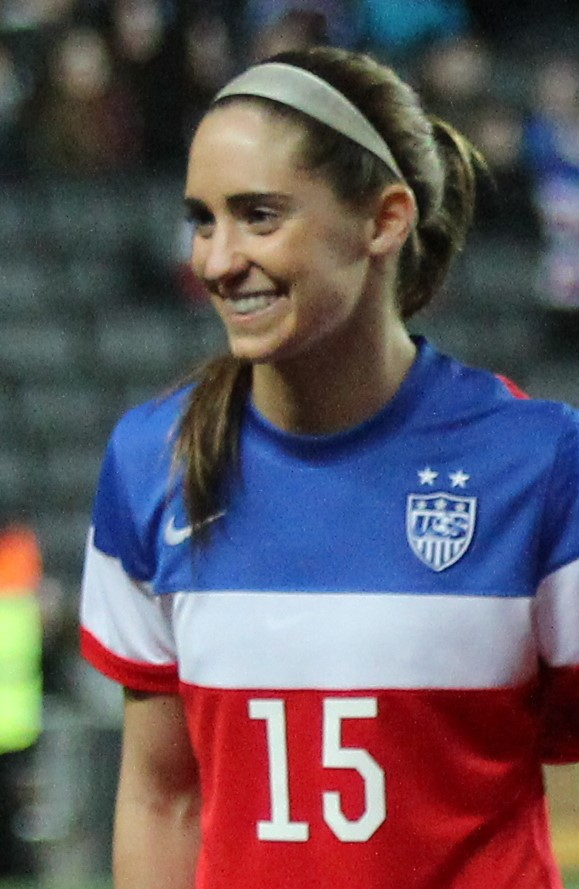

مورگن پیج براین (انگلیسی: Morgan Paige Brian؛ زادهٔ ۲۶ فوریهٔ ۱۹۹۳) یک بازیکن فوتبال اهل ایالات متحده آمریکا است. برایان در باشگاه فوتبال هیوستون دش عضویت دارد.
وی از سال ۲۰۱۳ در تیم ملی فوتبال زنان ایالات متحده آمریکا بازی می‌کند.